# Rrasë
Rrasë lub Rras – wieś położona w północnej części Albanii w gminie Gjegjan. Wieś znajduje się 66 kilometrów od stolicy państwa, Tirany.

## Demografia
Według spisu ludności z 1989 roku we wsi Rrasë mieszkało 244 mieszkańców.